# Isorhamnetin
Isorhamnetin ist ein sekundärer Pflanzenstoff aus der Untergruppe der Flavonole innerhalb der Stoffgruppe der Flavonoide.

## Vorkommen

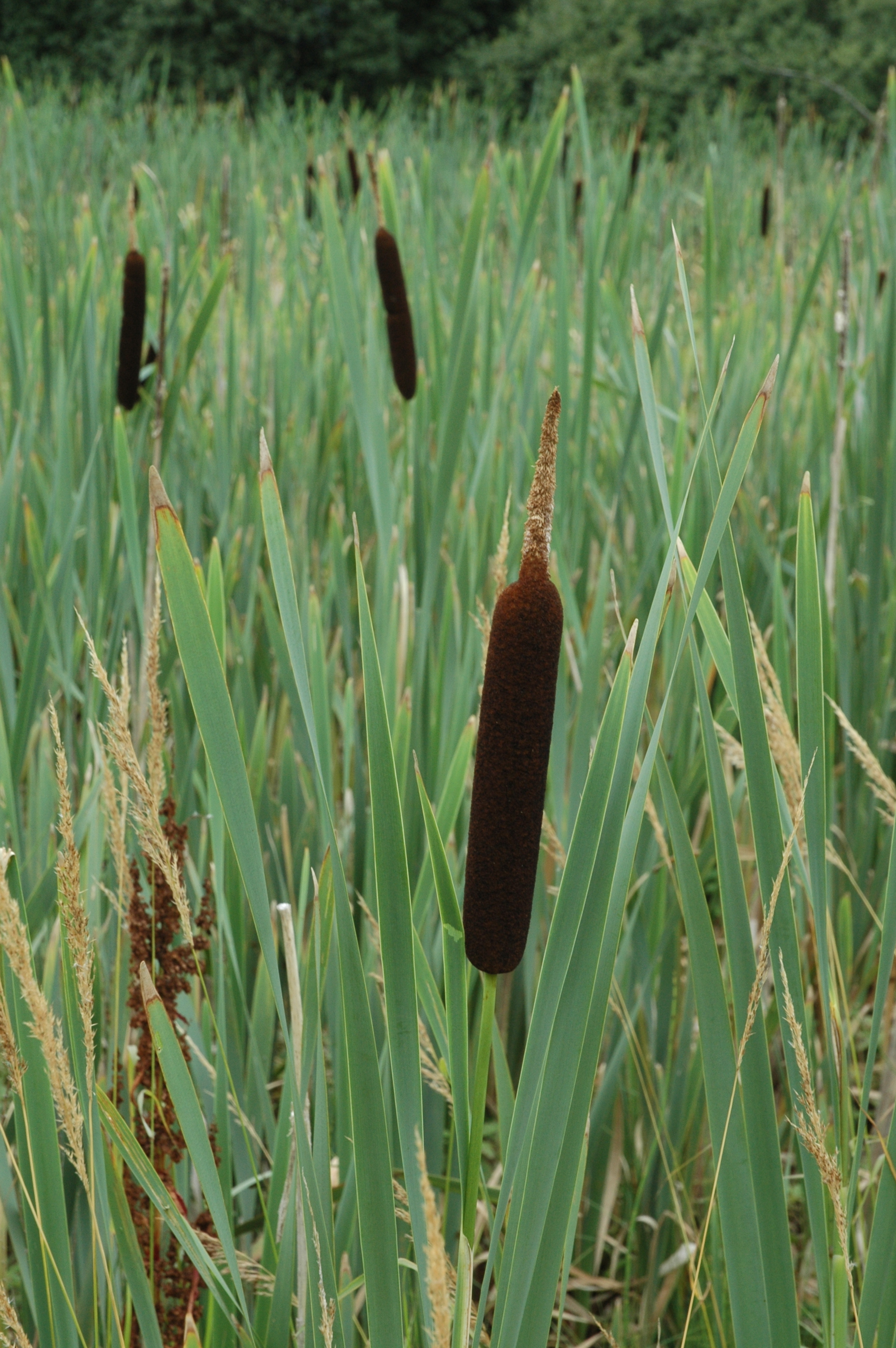
Breitblättriger Rohrkolben (Typha latifolia)

Glycoside dieser Substanz mit variierender Zuckerkomponente finden sich in Birnen, Mandeln oder in verschiedenen Rosenapfelgewächsen sowie Pfeifenblumen. Nachweise erfolgten auch in Pollen von Kürbissen und Mais. In der Pflanze Breitblättriger Rohrkolben, die in der asiatischen Volksmedizin genutzt wird, war die Substanz eine der nachgewiesenen Verbindungen. Ein Nachweis in der neuseeländischen Pflanze Carmichaelia belegt das weltweite Vorkommen dieser Substanz.

## Biosynthese
Isorhamnetin leitet sich wie Rhamnetin durch einfache O-Methylierung einer Hydroxygruppe als Metabolit von Quercetin ab. Quercetin wird durch eine Methyltransferase methyliert. Die Methylgruppe wird von S-Adenosylmethionin angeliefert.

## Metabolismus
Nach Fruchtverzehr wurde die Substanz im Blutplasma nachgewiesen. Glycosidasen spalten in der Leber die Zuckerkomponente ab und die Substanz wird dann mit dem Urin ausgeschieden.